# Katholische Pfarrkirche Gloggnitz

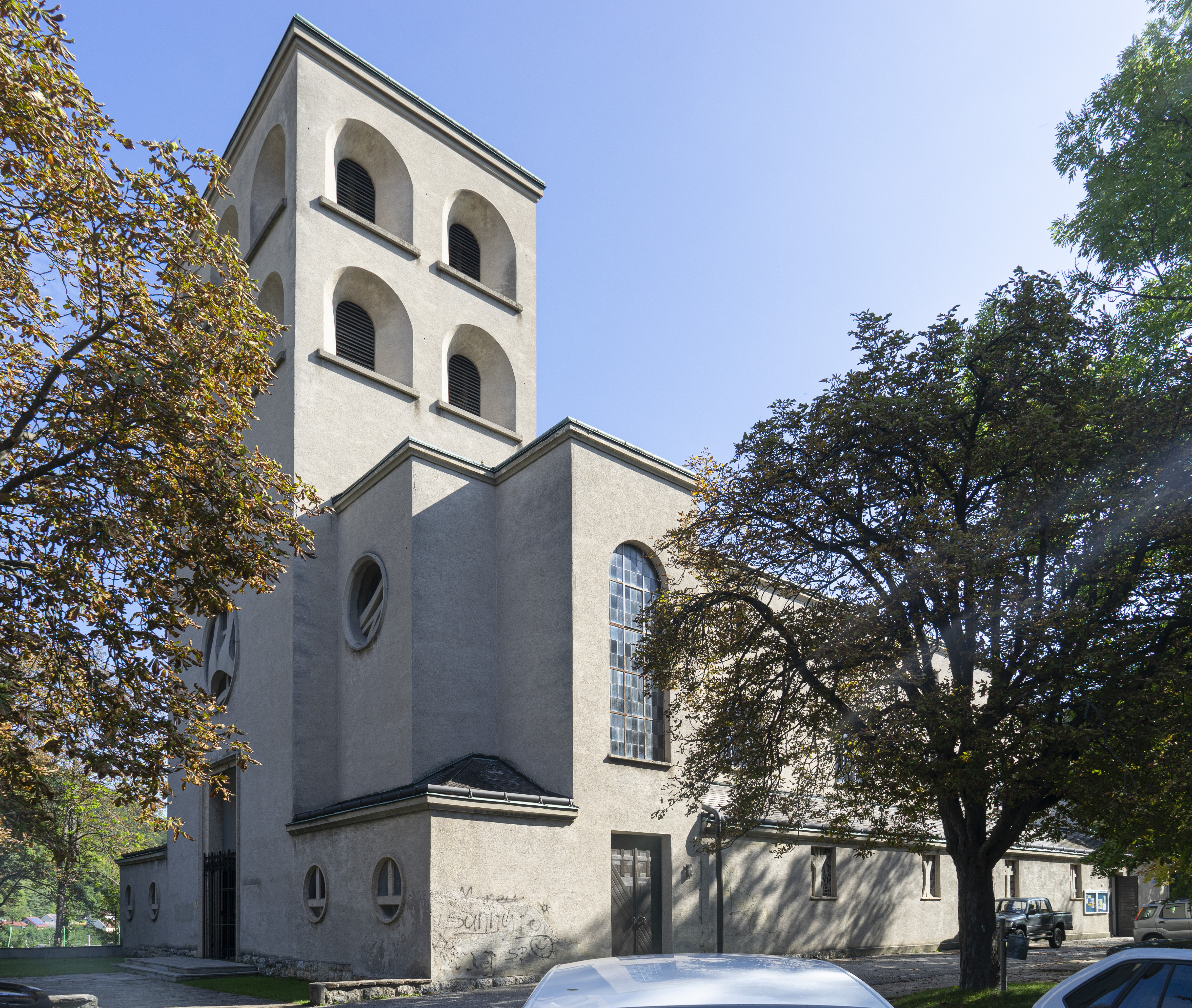
Kath. Pfarrkirche Zum Christkönig in Gloggnitz

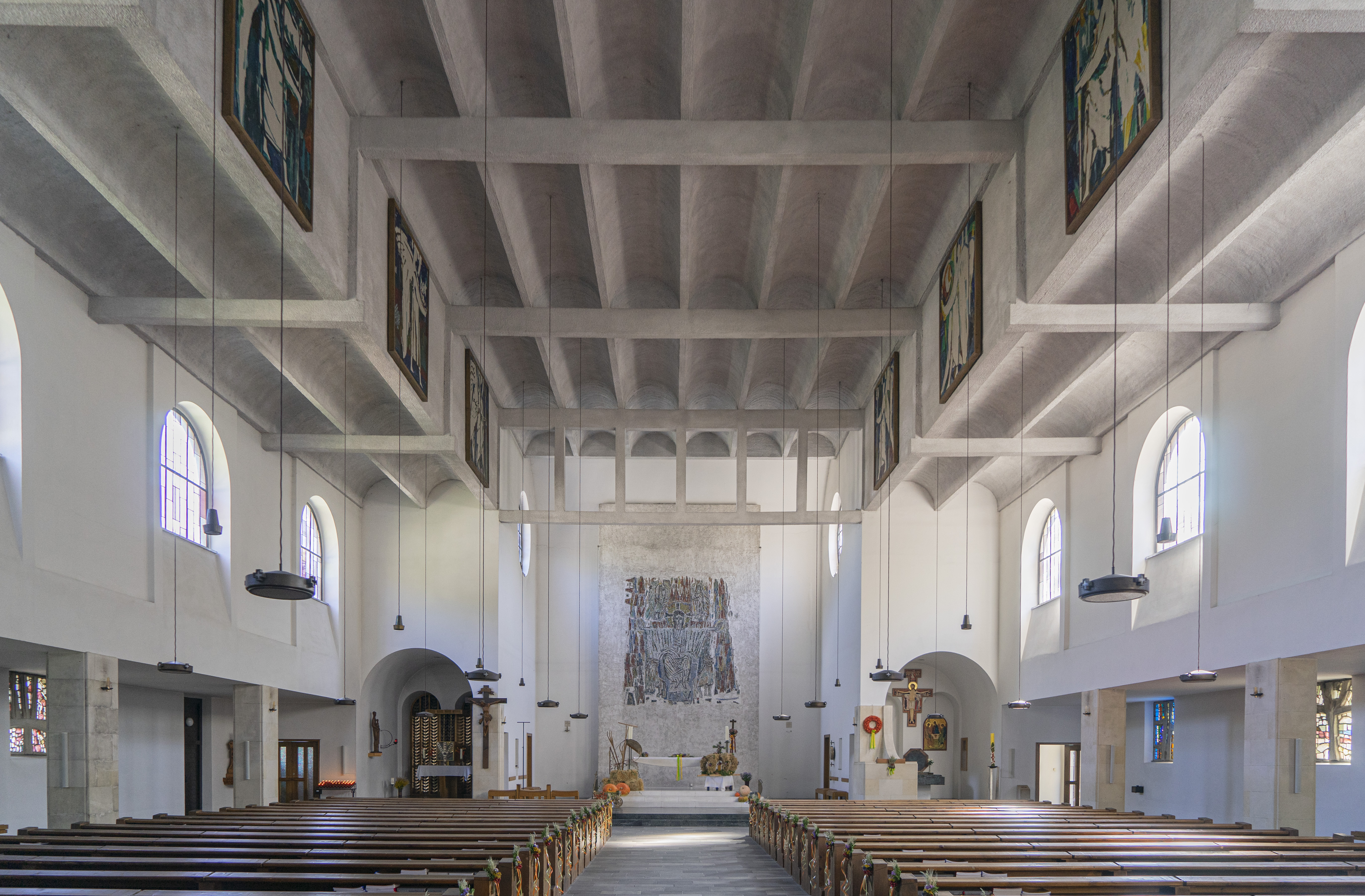
Innenansicht Richtung Altar

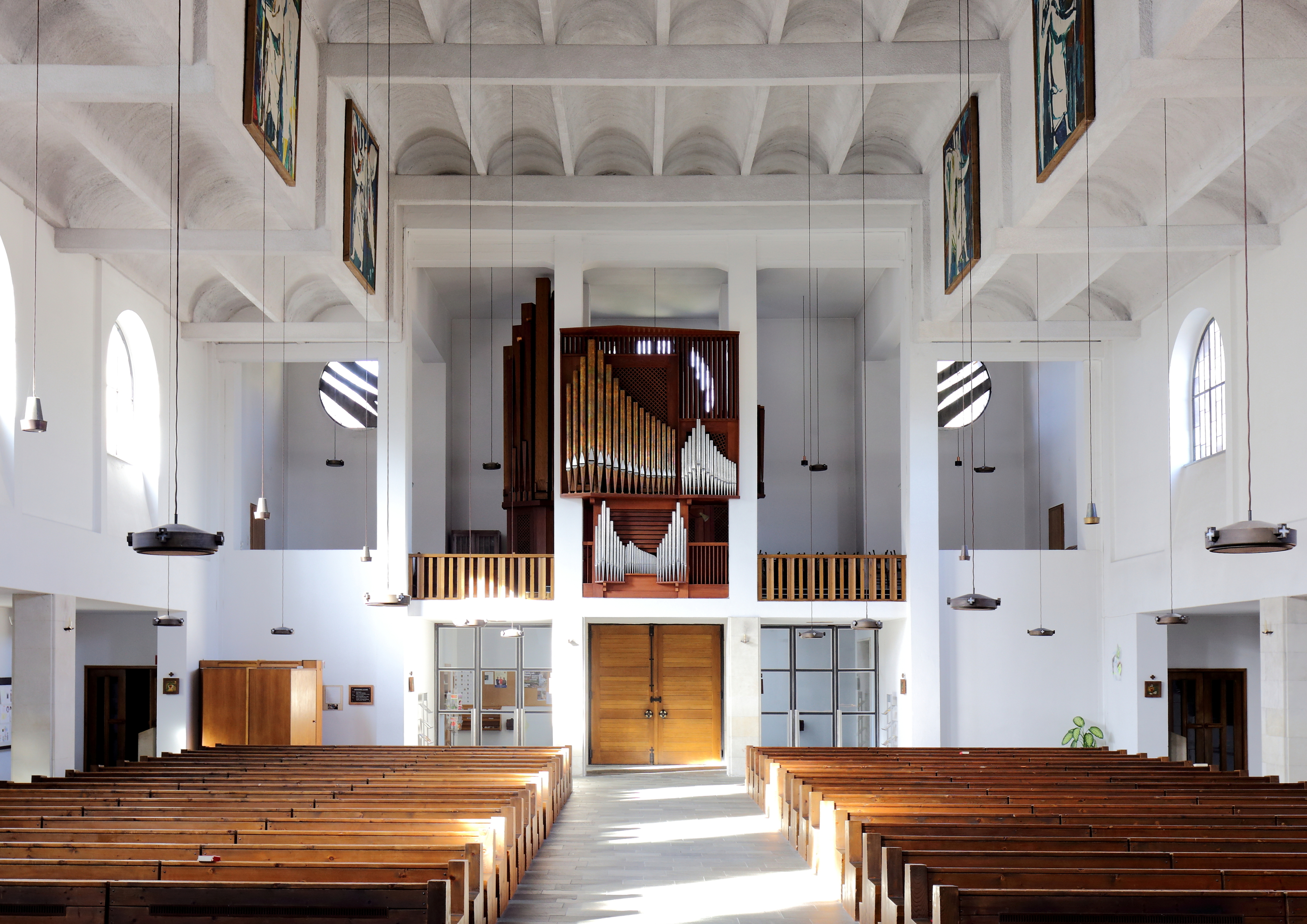
Vom Langhaus zur Orgelempore

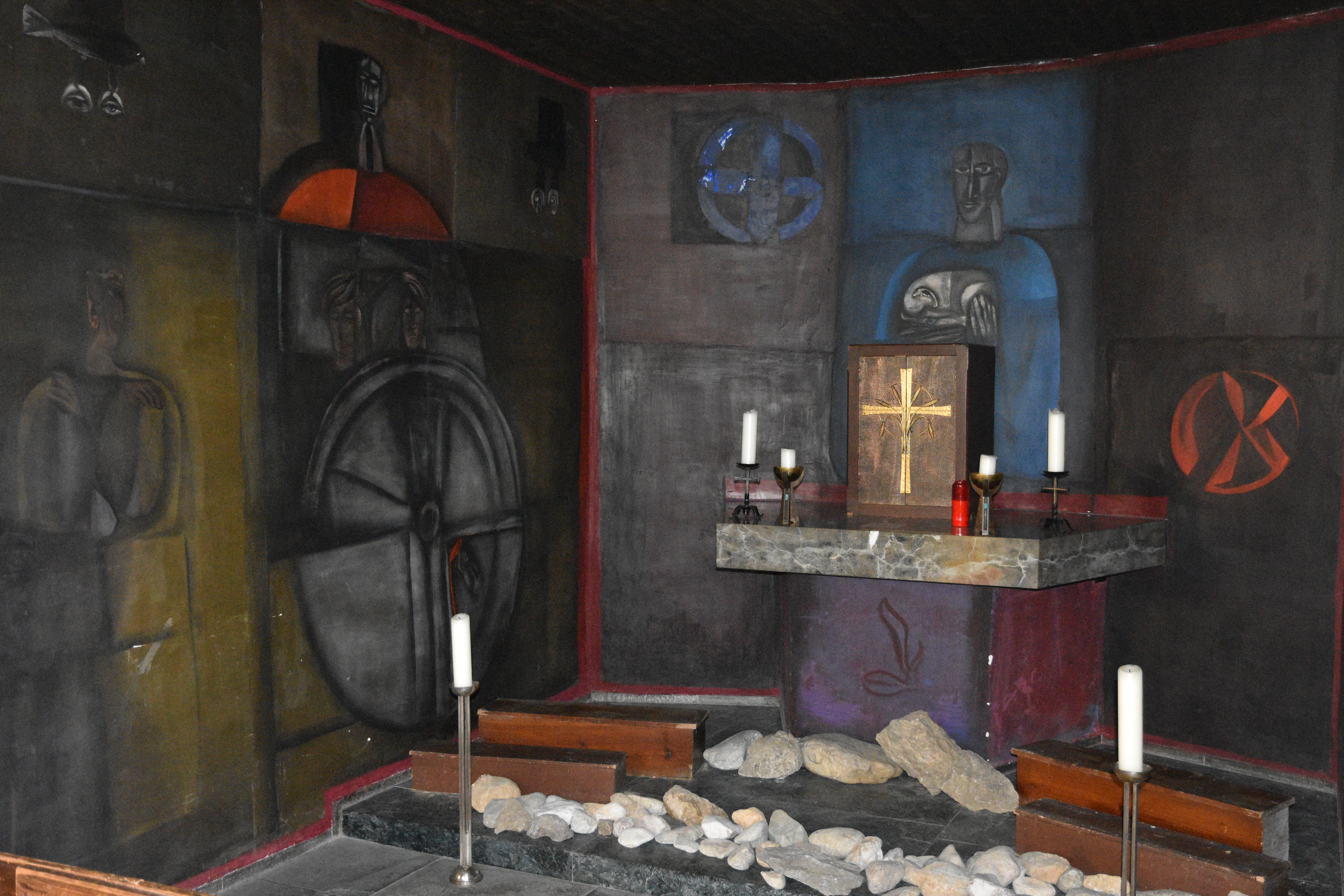
Kapelle der Pfarrkirche

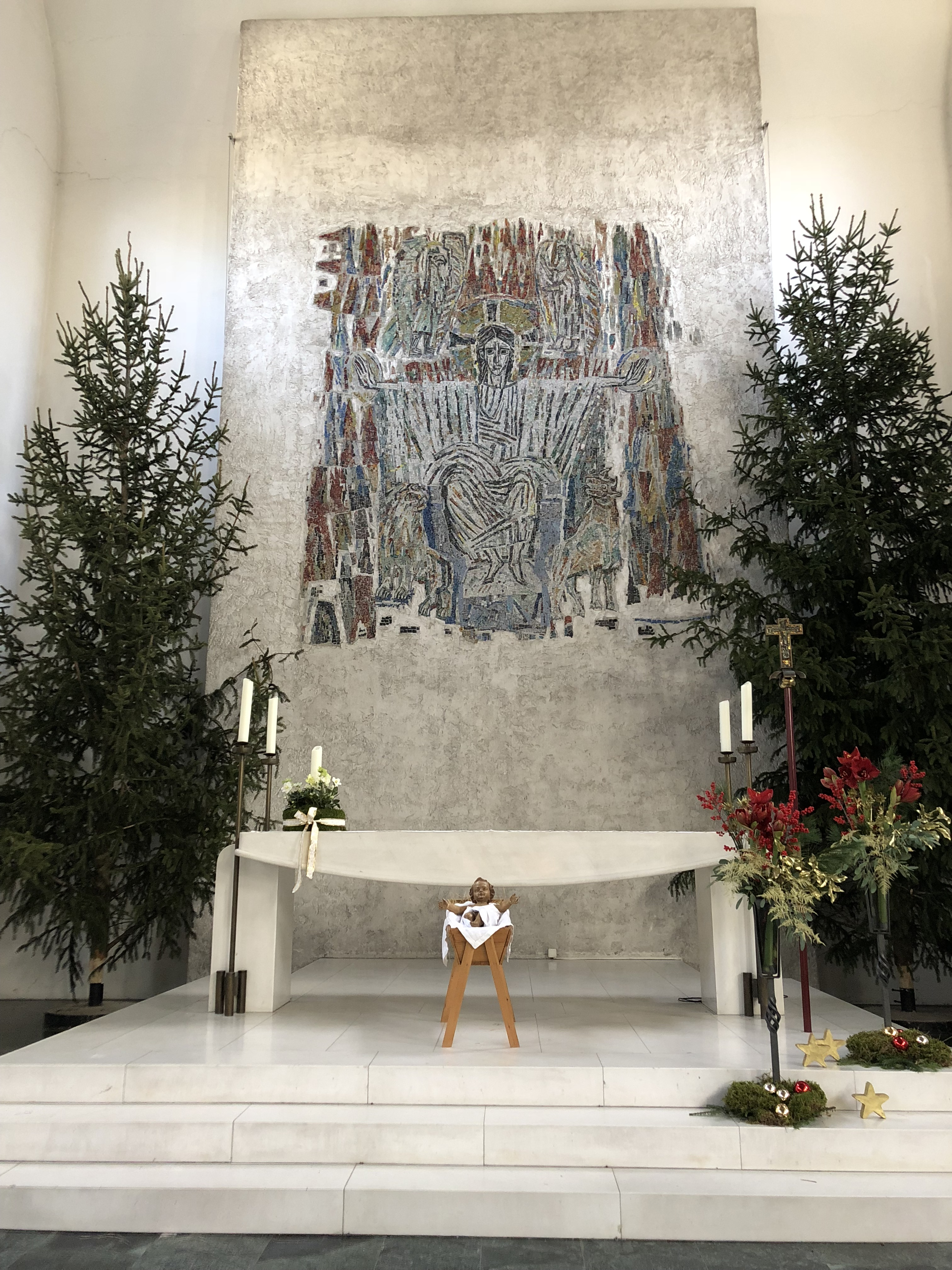
Mosaik über dem Hochaltar zur Weihnachtszeit

Die Katholische Pfarrkirche Gloggnitz steht in der Stadtgemeinde Gloggnitz im Bezirk Neunkirchen in Niederösterreich. Die römisch-katholische Christkönigskirche gehört zum Dekanat Gloggnitz im Vikariat Unter dem Wienerwald der Erzdiözese Wien. Das Kirchengebäude steht unter Denkmalschutz.

## Geschichte
Gloggnitz wurde um 1094 als Stützpunkt vom Kloster Formbach urkundlich genannt. Seit dem 12. Jahrhundert ist Gloggnitz eine Pfarre. Bis 1962 war die ehemalige Klosterkirche des Benediktinerklosters Gloggnitz (Schloss Gloggnitz) die Pfarrkirche. 1962 wurde neue Kirche fertiggestellt und zur Pfarrkirche erhoben.
Über Vermittlung von Kardinal Friedrich Gustav Piffl (1864–1932), welcher auf Burg Kranichberg Sommerfrische hielt, beauftragte der Pfarrer Bucher den Architekten Clemens Holzmeister (1927) mit der Planung einer neuen Kirche. Von Holzmeisters Planung einer gestaffelten Hallenkirche mit einem hochaufragenden Chorturm konnte von 1933 bis 1934 nur der Turm errichtet werden und wurde 1934 als Kardinal-Friedrich-Gustav-Piffl-Gedächtniskirche geweiht. Für die Fertigstellung fehlten die finanziellen Mittel. Mit einer Umplanung des Architekten Clemens Holzmeister wurde das Bauvorhaben redimensioniert und konnte von 1960 bis 1962 vollendet werden. Dabei wurde der Altarraum nach Osten verlegt und der ehemalige Altarraum im Erdgeschoß des Turmes wurde zur Eingangshalle.
Am 1. Mai 2023 wurde die Pfarre Gloggnitz um das Gebiet der ehemaligen Pfarren Klamm am Semmering, Kranichberg, Prigglitz, Raach am Hochgebirge und Schottwien erweitert. Die Pfarrkirche Gloggnitz ist Pfarrkirche und Kirche der Teilgemeinde Gloggnitz.

## Architektur
Die Christkönigskirche liegt auf einer Anhöhe im Wochensländerpark im Zentrum von Gloggnitz. Das Kirchenschiff ist als Betonbasilika ausgeführt und macht einen wuchtig monumentalen Eindruck. Über dem Hochaltar ist ein Mosaik Thronender Christkönig von Richard Kurt Fischer. Eine Kapelle im Turm gestaltete Giselbert Hoke.

## Ausstattung
Der Tabernakel wurde von Karl Hagenauer nach Entwürfen von Clemens Holzmeister angefertigt.
Die Orgel baute Josef Mertin 1971.